# Fudbalski Klub Velež Mostar
El FK Velež Mostar es un club de fútbol de la ciudad de Mostar en Bosnia y Herzegovina que fue fundado el 22 de junio de 1922. El equipo milita en la Premijer Liga, la máxima categoría del fútbol bosnio, y disputa sus partidos como local en el Stadion Rođeni.
El club lleva el nombre de la cercana montaña Velež, que a su vez lleva el nombre de uno de los dioses eslavos antiguos, Veles. Hasta 1992 en su escudo aparecía una estrella roja que no fue recuperada hasta 2005. Los colores del club siempre han sido el rojo y el blanco.
El FK Velež es un histórico equipo del fútbol bosnio. Durante el periodo de la antigua Yugoslavia, el Velež siempre estuvo en la Primera Liga de Yugoslavia, competición en la que acabó subcampeón en tres ediciones, y fue el equipo más popular y de mayor éxito de Herzegovina que jugó en la Prva Liga.
Tras la Guerra de Bosnia, el Velež se encuentra en la Asociación de Fútbol de Bosnia y Herzegovina y disputa la Liga Premier de Bosnia y Herzegovina, manteniendo aún una mezcla de aficionados de los tres grupos étnicos principales. El equipo descendió a la Primera Liga de la Federación de Bosnia y Herzegovina en la temporada 2004-05, pero después de dos temporadas Velež regresó a la máxima competición del fútbol bosnio.

## Historia

### Fundación y primeros años (1922-1936)
El club fue fundado el 26 de junio de 1922 en una reunión a la que asistieron jugadores del prohibido club deportivo Radnički Omladina y portavoces de los barrios de Carina y Brankovac con el objetivo de crear un nuevo club de fútbol en Mostar. A la reunión acudieron quince personas, entre ellos el presidente Anđelko Vlaho, el vicepresidente Ranko Slijepčević, el primer y segundo secretario Borivonje Janjoš y Ljubomir Basta, el tesorero Rudolf Beltram, y los jugadores Ljubo Zrimšek, Mihajlo Cvetković, Milan Pavić, Bogdan Tepčić y Laza Ladić, este último el capitán del equipo.
El nombre del club fue uno de los objetos a debate y, tras varias sugerencias, se eligió nombrar al club Velež por la montaña cercana a Mostar, por lo que la denominación completa pasó a ser Radnički Šport Klub Velež. En 1923 el club fue tomado por miembros del Partido Comunista yugoslavo (KPJ) y Savo Neimarović —responsable del KPJ en Mostar y Herzegovina— se convirtió en secretario del Velež. A su vez, Neimarović introdujo a otros miembros del KPJ en el organigrama del club y se instauraron relaciones amistosas con otros clubes de fútbol de tendencia obrera. La popularidad del club fue creciendo al aparecer el primer escudo del Velež, que consistía en una estrella roja. Los colores del equipo, que comenzó usando camisetas negras prestadas por clubes locales, también pasaron a ser el rojo con el escudo de la estrella roja a la izquierda de la camsieta.

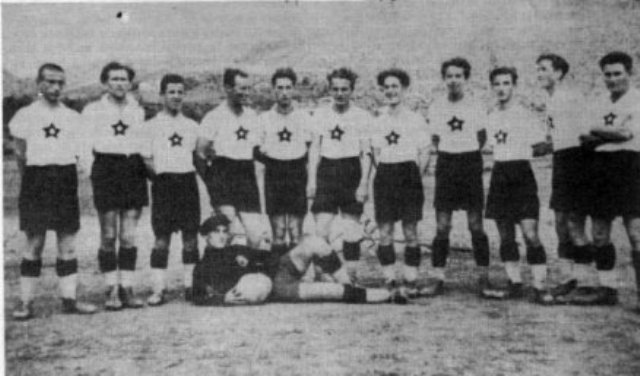
Equipo del Velež Mostar en 1939.

El Velež disputó sus primeros partidos lejos de Mostar en ese mismo año de 1923, amistosos ante el Jugom de Dubrovnik (0-6) y Troglav en Livno (1-0), que fue la primera victoria como visitante del club. Antes de la Segunda Guerra Mundial, en 1929, el Velež se proclamó campeón de Mostar y marcharon a disputar la liga regional de Sarajevo, aunque con menos éxito. El club se encontró con clubes de la capital con mayor nivel como el Đerzelez, SAŠK y el Makabi, pero los verdaderos problemas llegaron con la Šestojanuarska diktatura, o Dictadura del 6 de enero, iniciada por el monarca Alejandro I, en la que el club fue detenido y su presidente, Uglješa Janjić, apresado.
En 1930 se volvió a convertir en campeón de Mostar ante nuevos clubes como el JŠK, HŠK Zrinjski, SK Vardar, MOŠK Jedinstvo o el ŽRŠK Željezničar, pero volvió a completar un discreto papel en el torneo regional de Sarajevo. En 1933 el RSK Velež entró a formar parte del comité obrero deportivo de Yugoslavia y revalidó su título de campeón local por tercera ocasión. En 1934 conquistó su cuarto campeonato y logró proclamarse campeón, también, del torneo de Sarajevo por primera vez en su historia. En el torneo de Yugoslavia, el Velež perdió en la final de Bosnia y Herzegovina ante el Krajišnika de Bosanska Krupa por dos goles a cero. En ese momento el club contaba con el apoyo de 3.500 aficionados que, además, ayudaban a financiar al equipo.

### Época dorada del club (1967-1972)
La edad de oro del Velež Mostar comenzó en la temporada 1967-68, cuando Sulejman Rebac, exjugador del Velež, fue nombrado entrenador del club. Fue el segundo entrenador nacido en Mostar que entrenó al Velež (Haldun Hrvić fue el primero, cuando fue entrenador del club de 1961 a 1964). Velež había terminado décimo en la temporada anterior, y era el momento de un cambio. El equipo se estaba haciendo viejo, con jugadores como Muhamed Mujić acercan al final de sus carreras deportivas. Rebac decidió promover jugadores jóvenes de la cantera del club, y los primeros que fueron traídos eran Dušan Bajević y Enver Marić. A pesar de esto, la temporada 1967-68 fue incluso peor que la temporada anterior con el equipo terminando 14º.
Para la temporada 1968-69 Rebac fichó a Franjo Vladić, Marko Čolić, Jadranko Topić y Vladimir Pecelj del FK Leotar Trebinje. Los resultados mejoraron y Velež terminó octavo en la liga. La siguiente temporada 1969-70 fue la de la consagración del equipo, que logró el tercer puesto en la liga. Dušan Bajević se convirtió en el máximo goleador de la liga (con Santrač del OFK Belgrado), anotando 20 goles. Bajević también hizo su debut con el equipo nacional de Yugoslavia en 1970.

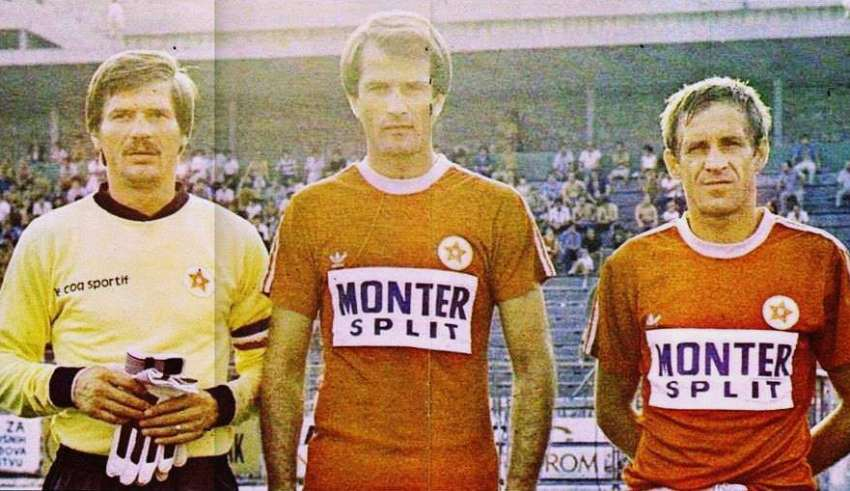
El conocido como «trío BMV» en 1971: Dušan Bajević, Enver Marić y Franjo Vladić.

Para la temporada 1970-71 Vélez tenía como objetivo el título de liga. Los nuevos jugadores como Marjan Kvesić, Mirko Ćorluka, Dubravko Ledić, Boro Primorac y Aleksandar Ristić del FK Sarajevo fueron fichados para ayudar a asegurar el campeonato. Empezaron bien la temporada con dos victorias y dos empates en sus primeros cuatro partidos, pero en los próximos diez partidos tuvieron resultados irregulares. La temporada resultó ser una gran decepción y Velež, finalmente, terminó octavo. La temporada 1971-72 fue un poco mejor que la anterior con el equipo acabando en sexto lugar. Los pocos aportes de ese año fue que el portero Enver Marić se convirtió en el portero titular en la selección nacional, y que el joven extremo izquierdo Momčilo Vukoje (fichado del Leotar) y Ahmed Glavović tuvo una serie de buenas actuaciones. El equipo era muy joven en ese momento, la edad de los jugadores promedio fue de 23-24 años, por lo que sus mejores años estaban por venir.
El Velež consiguió firmar su mejor temporada en 1972-73, cuando el equipo logró el subcampeonato de liga. Con dos nuevos jugadores, Vahid Halilhodžić y Džemal Hadžiabdić el equipo se completó y consiguieron grandes resultados. El equipo goleó al Vardar Skopje 4-0 y en el siguiente partido vencieron al Radnički Niš con idéntico resultado. El equipo tipo estaba muy definido, con Enver Marić como portero, por delante de él en defensa Džemal Hadžiabdić y Aleksandar Ristić; en el centro del campo Boro Primorac, Vladimir Pecelj y Marko Čolić; mientras que los cinco atacantes eran Jadranko Topić en la derecha, Momčilo Vukoje en la banda izquierda, Franjo Vladić y Vahid Halilhodžić en el centro y como delantero más adelantado Dušan Bajević.
En la temporada 1973-74 Velež luchado toda la temporada con el Hajduk Split por el liderato. El equipo completó varios partidos memorables, como por ejemplo el 31 de octubre cuando Velež ganó 5-0 en casa ante el OFK o la victoria en Mostar por cuatro goles a dos en marzo de 1974 ante el poderoso Estrella Roja de Belgrado. En el último partido de la temporada, el Velež tuvo que jugar fuera de casa contra el FK Sarajevo, mientras que el Hajduk visitaba al OFK. Ambos equipos contaban con 42 puntos, pero el Hajduk tuvo mejor diferencia de goles. El Velež logró derrotar al Sarajevo por 1-3, pero el Hajduk ganó su partido y se convirtió en campeón. Después de esa temporada, Sulejman Rebac dejó el equipo como entrenador después de ocho años. Para el la Copa Mundial de la FIFA 1974 celebrada en Alemania, Enver Marić, Dušan Bajević y Franjo Vladić fueron convocados con el equipo yugoslavo y Rebac fue uno de los cinco entrenadores de Yugoslavia. Otros jugadores de Velež también jugaron para el equipo nacional, como por ejemplo Boro Primorac, quien jugó 14 partidos, Vahid Halilhodžić jugó 15 partidos y anotó 7 goles y Džemal Hadžiabdić con 20 partidos.

## Uniforme
- Uniforme titular: Camiseta roja, pantalón blanco y medias rojas.
- Uniforme alternativo: Camiseta blanca con una franja roja, pantalón rojo y medias blancas.

## Estadio
El actual estadio del club es el estadio Vrapčići que posee una capacidad para 7.000 espectadores, dicha capacidad está siendo incrementada con la construcción de una nueva tribuna en la zona oeste del estadio. Antiguamente el club utilizaba el Estadio Bijeli Brijeg que posee una capacidad de 25.000 espectadores mucho mayor a la del actual estadio pero debido a que actualmente usa el antiguo estadio el HŠK Zrinjski Mostar, el FK Velež se ha visto obligado a mudarse de estadio.

## Rivalidad
El derbi de Mostar (en bosnio: Mostarski gradski derbi) es un partido de fútbol de gran rivalidad entre el HŠK Zrinjski Mostar y el FK Velež Mostar, los dos clubes más importantes de la ciudad de Mostar, Bosnia y Herzegovina. El primer derbi de Mostar de la historia fue disputado en 1922, pero los dos clubes no jugaron entre ellos hasta 2000 su primer partido oficial porque el país estuvo dividido en tres grupos étnicos tras la disolución de Yugoslavia, cada uno disputando sus propias ligas paralelas hasta ese momento, con el Velež en la Premijer Liga y el Zrinjski en la Primera Liga de Herzeg-Bosnia. Los grupos de aficionados del Zrinjski son los Ultras Zrinjski y los Red Army Mostar del Velež Mostar.

## Jugadores

### Jugadores destacados
| - Sergej Barbarez - Samir Ćemalović - "Piko" - Elvir Čolić - Dejan Drakul - Adin Džafić - Emir Hadžiđulbić - Amer Jugo - Adnan Kadrić - Admir Kajtaz - Meho Kodro - Mustafa Kodro | - Edis Kurtanović - Halil Mahmutović - Danijel Majkić - Adis Obad - Senedin Oštraković - Velibor Pudar - Aleksandar Railić - Mirnes Salihović - Arnel Škaljić - Asim Škaljić - Arnel Stupac | - Admir Velagić - Admir Vladavić - Dženan Zaimović - Zlatko Đorić - Milan Knežević - Marko Nikolić - Goran Stokić - Sead Kajtaz - Vladimir Skočajić - Sedin Tanović - Semir Tuce |

## Palmarés

### Yugoslavia
- Primera Liga de Yugoslavia:
  - Subcampeón (3): 1972–73, 1973–74, 1986–87
- Copa de Yugoslavia:
  - Campeón (2): 1981, 1986
- Segunda Liga de Yugoslavia (división oeste):
  - Campeón (2): 1951–52, 1954–55

### Bosnia y Herzegovina
- Primera Liga de la Federación de Bosnia y Herzegovina:
  - Campeón (1): 2005–06

- Copa de Bosnia y Herzegovina:
  - Campeón (1): 2021–22

### Internacional
- Copa Mitropa:
  - Subcampeón (1): 1976
- Copa de los Balcanes:
  - Campeón (1): 1981
  - Subcampeón (1): 1972
- Copa de la UEFA:
  - Cuartos de final (1): 1974–75

## Participación en competiciones de la UEFA
| Temporada | Torneo            | Ronda  | Club                  | Casa | Visita | Global      |
| --------- | ----------------- | ------ | --------------------- | ---- | ------ | ----------- |
| 1960      | Copa Mitropa      | N/A    | Alessandria           | 4–1  | 2–1    | 6–2         |
| 1962–63   | Intertoto Cup     | Grupos | Hildesheim            | 9–1  | 2–0    | 3° lugar    |
| 1962–63   | Intertoto Cup     | Grupos | Dózsa                 | 1–2  | 1–4    | 3° lugar    |
| 1962–63   | Intertoto Cup     | Grupos | Blauw-Wit             | 1–1  | 2–3    | 3° lugar    |
| 1963–64   | Intertoto Cup     | Grupos | Slovnaft Bratislava   | 1–1  | 1–6    | 2° lugar    |
| 1963–64   | Intertoto Cup     | Grupos | Zagłębie Sosnowiec    | 4–1  | 1–4    | 2° lugar    |
| 1963–64   | Intertoto Cup     | Grupos | Motor Jena            | 1–0  | 1–0    | 2° lugar    |
| 1973–74   | UEFA Cup          | 1      | Tatran Prešov         | 1–1  | 2–4    | 3–5         |
| 1974–75   | UEFA Cup          | 1      | Spartak Moscow        | 2–0  | 1–3    | 3–3 (a)     |
| 1974–75   | UEFA Cup          | 2      | Rapid Wien            | 1–0  | 1–1    | 2–1         |
| 1974–75   | UEFA Cup          | 3      | Derby County          | 4–1  | 1–3    | 5–4         |
| 1974–75   | UEFA Cup          | 1/4    | Twente                | 1–0  | 0–2    | 1–2         |
| 1975–76   | Copa Mitropa      | Grupos | Perugia               | 0–0  | 4–2    | 1°          |
| 1975–76   | Copa Mitropa      | Grupos | Austria WAC Wien      | 2–0  | 1–2    | 1°          |
| 1975–76   | Copa Mitropa      | Final  | Wacker Innsbruck      | 1–3  | 1–3    | 2–6         |
| 1980–81   | Balkans Cup       | Grupos | AEK Athens            | 2–0  | 1–3    | 1° lugar    |
| 1980–81   | Balkans Cup       | Grupos | Flamurtari            | 4–1  | 1–2    | 1° lugar    |
| 1980–81   | Balkans Cup       | Final  | Trakia Plovdiv        | 6–2  | 6–5    | 12–7        |
| 1981–82   | Cup Winners' Cup  | 1      | Jeunesse Esch         | 6–1  | 1–1    | 7–2         |
| 1981–82   | Cup Winners' Cup  | 2      | Lokomotive Leipzig    | 1–1  | 1–1    | 2–2 (1–4 p) |
| 1986–87   | Cup Winners' Cup  | 1      | Vasas                 | 3–2  | 2–2    | 5–4         |
| 1986–87   | Cup Winners' Cup  | 2      | Vitosha Sofia         | 4–3  | 0–2    | 4–5         |
| 1987–88   | UEFA Cup          | 1      | Sion                  | 5–0  | 0–3    | 5–3         |
| 1987–88   | UEFA Cup          | 2      | Borussia Dortmund     | 2–1  | 0–2    | 2–3         |
| 1988–89   | UEFA Cup          | 1      | APOEL                 | 1–0  | 5–2    | 6–2         |
| 1988–89   | UEFA Cup          | 2      | Belenenses            | 0–0  | 0–0    | 0–0 (4–3 p) |
| 1988–89   | UEFA Cup          | 3      | Hearts                | 2–1  | 0–3    | 2–4         |
| 2021–22   | Conference League | 1      | Coleraine             | 2–1  | 2–1    | 4–2         |
| 2021–22   | Conference League | 2      | AEK Athens            | 2–1  | 0–1    | 2–2 (3–2 p) |
| 2021–22   | Conference League | 3      | IF Elfsborg           | 1–4  | 1–1    | 2–5         |
| 2022–23   | Conference League | 2      | Ħamrun Spartans       | 0–1  | 0–1    | 0–2         |
| 2024-25   | Conference League | 1      | Inter Club d'Escaldes | 1–1  | 1–5    | 2-6         |

## Entrenadores
| - Bernard Hügl (1953-1955) - Ratomir Čabrić (1955-1959) - Gustav Lechner (1959-1960) - Ratomir Čabrić (1960-1961) - Haldun Hrvić (1961-1964) - Dragoslav Filipović (1964-1965) - Domagoj Kapetanović (1965-1966) - Mirko Kokotović (1966-1967) - Haldun Hrvić (1967-1968) - Sulejman Rebac (1968-1976) - Muhamed Mujić (1976-1977) - Vukašin Višnjevac (1977-1980) - Miloš Milutinović (1980-1982) - Muhamed Mujić (1982-1983) - Dušan Bajević (1983-1987) - Žarko Barbarić (1988–1989) - Salem Halilhodžić (1989–1990) - Enver Marić (1990) - Franjo Džidić (1990–1992) - Zejnil Selimotić (1994–1996) - Sedin Tanović (1996–1998) - Avdo Kalajdžić (1998–2000) - Kemal Hafizović (2002–2003) - Avdo Kalajdžić (2003) - Mensud Duraković (2003) - Husnija Arapović (2003–2005) | - Kemal Hafizović (2005) - Milomir Šešlija (2005–2007) - Kemal Hafizović (2007) - Anel Karabeg (2007–2008) - Emir Tufek (2008) - Abdulah Ibraković (2008–2010) - Veselin Đurasović (interino) (2010) - Kemal Hafizović (2010) - Demir Hotić (2010) - Milomir Odović (2011) - Mirza Varešanović (2011–2012) - Adnan Dizdarević (interino) (2012) - Asmir Džafić (2012) - Abdulah Ibraković (2012) - Ibro Rahimić (2013) - Nedim Jusufbegović (2013–2015) - Dželaludin Muharemović (2015) - Adis Obad (interino) (2015) - Dragi Kanatlarovski (2015) - Zijo Tojaga (2015–2016) - Avdo Kalajdžić (2016) - Ibro Rahimić (2016–2019) - Feđa Dudić (2019–2022) - Amar Osim (2022) - Nedim Jusufbegović (2022–2023) - Dean Klafurić (2023–) |